# Oostenrijk op de Olympische Winterspelen 2022
Oostenrijk was een van de deelnemende landen aan de Olympische Winterspelen 2022 in Peking, China.

## Medailleoverzicht
| Sport              | Olympiër                                                                                                | Onderdeel                  | Medaille |
| ------------------ | --- | -------------------------- | -------- |
| Alpineskiën        | Johannes Strolz                                                                                         | combinatie (m)             | Goud     |
| Alpineskiën        | Matthias Mayer                                                                                          | super G (m)                | Goud     |
| Alpineskiën        | Katharina Huber Katharina Liensberger Katharina Truppe Stefan Brennsteiner Michael Matt Johannes Strolz | landenwedstrijd            | Goud     |
| Schansspringen     | Stefan Kraft Daniel Huber Jan Hörl Manuel Fettner                                                       | landenwedstrijd (m)        | Goud     |
| Snowboarden        | Benjamin Karl                                                                                           | parallelreuzenslalom (m)   | Goud     |
| Snowboarden        | Alessandro Hämmerle                                                                                     | snowboardcross (m)         | Goud     |
| Snowboarden        | Anna Gasser                                                                                             | big air (v)                | Goud     |
| Alpineskiën        | Johannes Strolz                                                                                         | slalom (m)                 | Zilver   |
| Alpineskiën        | Katharina Liensberger                                                                                   | slalom (v)                 | Zilver   |
| Alpineskiën        | Mirjam Puchner                                                                                          | super G (v)                | Zilver   |
| Rodelen            | Wolfgang Kindl                                                                                          | Mannen (v)                 | Zilver   |
| Rodelen            | Madeleine Egle Wolfgang Kindl Thomas Steu Lorenz Koller                                                 | estafette (gemengd)        | Zilver   |
| Schansspringen     | Manuel Fettner                                                                                          | normale schans (m)         | Zilver   |
| Snowboarden        | Daniela Ulbing                                                                                          | vrouwen                    | Zilver   |
| Alpineskiën        | Matthias Mayer                                                                                          | afdaling (m)               | Brons    |
| Langlaufen         | Teresa Stadlober                                                                                        | 15 km skiatlon (v)         | Brons    |
| Noordse combinatie | Lukas Greiderer                                                                                         | normale schans + 10 km (m) | Brons    |
| Rodelen            | Lorenz Koller Thomas Steu                                                                               | dubbels (m)                | Brons    |

## Deelnemers en resultaten
(m) = mannen, (v) = vrouwen 

### Alpineskiën
Mannen
| Naam                | Onderdeel    | 1e run  | 1e run | 2e run         | 2e run         | Totaal         | Totaal         |     |     |
| Naam                | Onderdeel    | Tijd    | Rang   | Tijd           | Rang           | Tijd           | Rang           |     |     |
| ------------------- | ------------ | ------- | ------ | -------------- | -------------- | -------------- | -------------- | --- | --- |
| Stefan Brennsteiner | Reuzenslalom | 1:02,97 | 2      | 1:22,01        | 40             | 2:24,98        | 27             |     |     |
| Manuel Feller       | Reuzenslalom | 1:03,67 | 7      | DNF            | DNF            | DNF            | DNF            |     |     |
| Manuel Feller       | Slalom       | DNF     | DNF    | niet geplaatst | niet geplaatst | niet geplaatst | niet geplaatst |     |     |
| Max Franz           | Afdaling     | n.v.t.  | n.v.t. | n.v.t.         | n.v.t.         | 1:43,52        | 9              |     |     |
| Max Franz           | Super G      | n.v.t.  | n.v.t. | n.v.t.         | n.v.t.         | DNF            | DNF            | DNF | DNF |
| Raphael Haaser      | Combinatie   | 1:44,63 | 10     | 48,64          | 4              | 2:33,27        | 7              |     |     |
| Raphael Haaser      | Reuzenslalom | 1:04,99 | 17     | 1:07,40        | 9              | 2:12,39        | 11             |     |     |
| Raphael Haaser      | Super G      | n.v.t.  | n.v.t. | n.v.t.         | n.v.t.         | DNF            | DNF            |     |     |
| Daniel Hemetsberger | Afdaling     | n.v.t.  | n.v.t. | n.v.t.         | n.v.t.         | 1:44,59        | 21             |     |     |
| Vincent Kriechmayr  | Afdaling     | n.v.t.  | n.v.t. | n.v.t.         | n.v.t.         | 1:43,45        | 8              |     |     |
| Vincent Kriechmayr  | Super G      | n.v.t.  | n.v.t. | n.v.t.         | n.v.t.         | 1:20.70        | 5              |     |     |
| Michael Matt        | Slalom       | 54,36   | 7      | DNF            | DNF            | DNF            | DNF            |     |     |
| Matthias Mayer      | Afdaling     | n.v.t.  | n.v.t. | n.v.t.         | n.v.t.         | 1:42,85        | Brons          |     |     |
| Matthias Mayer      | Super G      | n.v.t.  | n.v.t. | n.v.t.         | n.v.t.         | 1:19,94        | Goud           |     |     |
| Marco Schwarz       | Combinatie   | 1:44,07 | 5      | 48,64          | 4              | 2:32,71        | 5              |     |     |
| Marco Schwarz       | Reuzenslalom | 1:05,04 | 18     | 1:07,43        | 11             | 2:12,47        | 14             |     |     |
| Marco Schwarz       | Slalom       | 56,26   | 25     | 50,35          | 5              | 1:46,61        | 17             |     |     |
| Johannes Strolz     | Combinatie   | 1:43,87 | 4      | 47,56          | 1              | 2:31,43        | Goud           |     |     |
| Johannes Strolz     | Slalom       | 53,92   | 1      | 50,78          | 13             | 1:44,70        | Zilver         |     |     |

Vrouwen
| Naam                  | Onderdeel    | 1e run  | 1e run | 2e run         | 2e run         | Totaal         | Totaal         |
| Naam                  | Onderdeel    | Tijd    | Rang   | Tijd           | Rang           | Tijd           | Rang           |
| --------------------- | ------------ | ------- | ------ | -------------- | -------------- | -------------- | -------------- |
| Stephanie Brunner     | Reuzenslalom | DNF     | DNF    | niet geplaatst | niet geplaatst | niet geplaatst | niet geplaatst |
| Katharina Gallhuber   | Slalom       | 53,40   | 10     | 53,93          | 25             | 1:47,33        | 14             |
| Katharina Huber       | Combinatie   | 1:35,68 | 19     | 53,12          | 2              | 2:28,80        | 5              |
| Katharina Huber       | Slalom       | 53,54   | 12     | 53,38          | 18             | 1:46,92        | 12             |
| Cornelia Hütter       | Afdaling     | n.v.t.  | n.v.t. | n.v.t.         | n.v.t.         | 1:33,35        | 7              |
| Cornelia Hütter       | Super G      | n.v.t.  | n.v.t. | n.v.t.         | n.v.t.         | 1:14,19        | 8              |
| Katharina Liensberger | Reuzenslalom | 59,34   | 13     | 58,90          | 17             | 1:58,24        | 15             |
| Katharina Liensberger | Slalom       | 52,83   | 7      | 52,23          | 2              | 1:45,06        | Zilver         |
| Mirjam Puchner        | Afdaling     | n.v.t.  | n.v.t. | n.v.t.         | n.v.t.         | 1:33,45        | 8              |
| Mirjam Puchner        | Super G      | n.v.t.  | n.v.t. | n.v.t.         | n.v.t.         | 1:13,73        | Zilver         |
| Ariane Rädler         | Super G      | n.v.t.  | n.v.t. | n.v.t.         | n.v.t.         | 1:15,33        | 20             |
| Christine Scheyer     | Combinatie   | 1:32,42 | 1      | 56,83          | 7              | 2:29,25        | 6              |
| Ramona Siebenhofer    | Combinatie   | 1:32,56 | 3      | 57,13          | 10             | 2:29,69        | 7              |
| Ramona Siebenhofer    | Afdaling     | n.v.t.  | n.v.t. | n.v.t.         | n.v.t.         | 1:33,81        | 12             |
| Ramona Siebenhofer    | Reuzenslalom | 59,86   | 19     | DNF            | DNF            | DNF            | DNF            |
| Tamara Tippler        | Afdaling     | n.v.t.  | n.v.t. | n.v.t.         | n.v.t.         | 1:34,39        | 19             |
| Tamara Tippler        | Super G      | n.v.t.  | n.v.t. | n.v.t.         | n.v.t.         | 1:13,84        | 4              |
| Katharina Truppe      | Reuzenslalom | 57,86   | 2      | 58,63          | 14             | 1:56,49        | 4              |
| Katharina Truppe      | Slalom       | DNF     | DNF    | niet geplaatst | niet geplaatst | niet geplaatst | niet geplaatst |

Gemengd
| Naam | Onderdeel       | Eerste ronde           | Kwartfinale            | Halve finale           | Finale / BM            | Finale / BM |
| Naam | Onderdeel       | Tegenstander Resultaat | Tegenstander Resultaat | Tegenstander Resultaat | Tegenstander Resultaat | Rang        |
| --- | --------------- | ---------------------- | ---------------------- | ---------------------- | ---------------------- | ----------- |
| Katharina Huber Katharina Liensberger Katharina Truppe Stefan Brennsteiner Michael Matt Johannes Strolz | Landenwedstrijd | bye                    | SLO 3 - 1              | NOR 2* - 2             | GER 2* - 2             | Goud        |

### Biatlon
Maximaal vier deelnemers per land
Mannen
| Naam                                                  | Onderdeel     | Tijd      | Missers      | Rang |
| ----------------------------------------------------- | ------------- | --------- | ------------ | ---- |
| Simon Eder                                            | Individueel   | 52:09,4   | 2 (0+0+1+1)  | 20   |
| Simon Eder                                            | Sprint        | 25:26,9   | 1 (0+1)      | 18   |
| Simon Eder                                            | Achtervolging | 44:18,7   | 5 (0+2+2+1)  | 37   |
| Simon Eder                                            | Massastart    | 40:10,8   | 2 (2+0+0+0)  | 7    |
| Patrick Jakob                                         | Sprint        | 27:10,9   | 1 (0+1)      | 72   |
| David Komatz                                          | Individueel   | 54:24,1   | 3 (1+0+1+1)  | 45   |
| David Komatz                                          | Sprint        | 27:02,5   | 2 (0+2)      | 69   |
| Felix Leitner                                         | Individueel   | 51:41,7   | 1 (1+0+0+0)  | 16   |
| Felix Leitner                                         | Sprint        | 26:33,8   | 2 (1+1)      | 46   |
| Felix Leitner                                         | Achtervolging | 42:16,3   | 1 (0+1+0+0)  | 10   |
| Felix Leitner                                         | Massastart    | 43:37,9   | 7 (2+1+2+2)  | 29   |
| Harald Lemmerer                                       | Individueel   | 55:22,7   | 4 (0+1+2+1)  | 57   |
| David Komatz Simon Eder Felix Leitner Harald Lemmerer | Estafette     | 1:23:31,9 | 10 (0+3+2+5) | 10   |

Vrouwen
| Naam                                                            | Onderdeel     | Tijd      | Missers      | Rang |
| --------------------------------------------------------------- | ------------- | --------- | ------------ | ---- |
| Lisa Theresa Hauser                                             | Individueel   | 46:36,0   | 3 (0+1+1+1)  | 17   |
| Lisa Theresa Hauser                                             | Sprint        | 21:31,6   | 0 (0+0)      | 4    |
| Lisa Theresa Hauser                                             | Achtervolging | 36:56,7   | 2 (0+0+1+1)  | 7    |
| Lisa Theresa Hauser                                             | Massastart    | 42:07,6   | 4 (0+1+1+2)  | 11   |
| Katharina Innerhofer                                            | Individueel   | 48:10,0   | 4 (0+2+0+2)  | 26   |
| Katharina Innerhofer                                            | Sprint        | 22:26,4   | 2 (0+2)      | 21   |
| Katharina Innerhofer                                            | Achtervolging | 38:24,7   | 3 (0+0+1+2)  | 22   |
| Katharina Innerhofer                                            | Massastart    | 42:42,7   | 6 (1+0+2+3)  | 14   |
| Anna Juppe                                                      | Individueel   | 52:49,7   | 8 (1+3+1+3)  | 75   |
| Julia Schwaiger                                                 | Individueel   | 48:42,2   | 3 (2+1+0+0)  | 31   |
| Julia Schwaiger                                                 | Sprint        | 23:16,2   | 2 (1+1)      | 45   |
| Julia Schwaiger                                                 | Achtervolging | 40:42,2   | 3 (0+0+1+2)  | 44   |
| Dunja Zdouc                                                     | Sprint        | 25:32,1   | 2 (0+2)      | 85   |
| Dunja Zdouc Lisa Theresa Hauser Anna Juppe Katharina Innerhofer | Estafette     | 1:15:07,6 | 10 (2+4+1+3) | 9    |

Gemengd
| Naam                                                         | Onderdeel | Tijd      | Missers      | Rang |
| ------------------------------------------------------------ | --------- | --------- | ------------ | ---- |
| Julia Schwaiger Lisa Theresa Hauser Simon Eder Felix Leitner | Estafette | 1:09:44,2 | 15 (1+6+1+7) | 10   |

### Bobsleeën
Mannen
| Naam                                                               | Onderdeel   | Run 1                        | Run 1 | Run 2   | Run 2 | Run 3   | Run 3 | Run 4          | Run 4          | Totaal         | Totaal |
| Naam                                                               | Onderdeel   | Tijd                         | Rang  | Tijd    | Rang  | Tijd    | Rang  | Tijd           | Rang           | Tijd           | Rang   |
| ------------------------------------------------------------------ | ----------- | ---------------------------- | ----- | ------- | ----- | ------- | ----- | -------------- | -------------- | -------------- | ------ |
| Benjamin Maier* Markus Sammer                                      | Tweemansbob | 59,51                        | 5     | 59,96   | 8     | 59,64   | 6     | 1:00,01        | 9              | 3:59,12        | 5      |
| Markus Treichl* Markus Glück                                       | Tweemansbob | 1:00,42                      | 26    | 1:00,52 | 25    | 1:00,66 | 27    | niet geplaatst | niet geplaatst | niet geplaatst | 27     |
| Benjamin Maier* Markus Sammer Sascha Stepan Kristian Huber         | Viermansbob | 58,76                        | 8     | 59,46   | 11    | 59,17   | 11    | 1:00,10        | 20             | 3:57,49        | 12     |
| Markus Treichl* Markus Glück Sebastian Mitterer Robert Eckschlager | Viermansbob | 59,53 21 1:00,07 24 59,59 21 | 21    | 1:00,07 | 24    | 59,59   | 21    | niet geplaatst | niet geplaatst | niet geplaatst | 21     |

Vrouwen
| Naam                             | Onderdeel   | Run 1   | Run 1 | Run 2   | Run 2 | Run 3   | Run 3 | Run 4   | Run 4 | Totaal  | Totaal |
| Naam                             | Onderdeel   | Tijd    | Rang  | Tijd    | Rang  | Tijd    | Rang  | Tijd    | Rang  | Tijd    | Rang   |
| -------------------------------- | ----------- | ------- | ----- | ------- | ----- | ------- | ----- | ------- | ----- | ------- | ------ |
| Katrin Beierl                    | Monobob     | 1:05,39 | 8     | 1:06,00 | 13    | 1:06,57 | 16    | 1:06,56 | 17    | 4:24,52 | 14     |
| Katrin Beierl* Jennifer Onasanya | Tweemansbob | 1:01,91 | 13    | 1:02,12 | 12    | 1:01,89 | 9     | 1:02,32 | 16    | 4:08,24 | 10     |

### Freestyleskiën
Big air
| Naam          | Onderdeel | Kwalificatie | Kwalificatie | Kwalificatie | Kwalificatie | Kwalificatie | Finale         | Finale         | Finale         | Finale         | Finale |
| Naam          | Onderdeel | Run 1        | Run 2        | Run 3        | Totaal       | Rang         | Run 1          | Run 2          | Run 3          | Totaal         | Rang   |
| ------------- | --------- | ------------ | ------------ | ------------ | ------------ | ------------ | -------------- | -------------- | -------------- | -------------- | ------ |
| Daniel Bacher | Mannen    | 75,00        | 56,75        | 69,00        | 144,00       | 21           | niet geplaatst | niet geplaatst | niet geplaatst | niet geplaatst | 21     |
| Matěj Švancer | Mannen    | 61,75        | 27,75        | 25,50        | 89,50        | 26           | niet geplaatst | niet geplaatst | niet geplaatst | niet geplaatst | 26     |
| Laura Wallner | Vrouwen   | 59,50        | 9,00         | 9,00         | 68,50        | 23           | niet geplaatst | niet geplaatst | niet geplaatst | niet geplaatst | 23     |
| Lara Wolf     | Vrouwen   | 25,25        | 36,25        | 55,25        | 91,50        | 21           | niet geplaatst | niet geplaatst | niet geplaatst | niet geplaatst | 21     |

Halfpipe
| Naam         | Onderdeel | Kwalificatie | Kwalificatie | Kwalificatie | Kwalificatie | Finale         | Finale         | Finale         | Finale         | Finale |
| Naam         | Onderdeel | Run 1        | Run 2        | Beste        | Rang         | Run 1          | Run 2          | Run 3          | Beste          | Rang   |
| ------------ | --------- | ------------ | ------------ | ------------ | ------------ | -------------- | -------------- | -------------- | -------------- | ------ |
| Marco Ladner | Mannen    | 53,50        | 6,50         | 53,50        | 17           | niet geplaatst | niet geplaatst | niet geplaatst | niet geplaatst | 17     |

Moguls
| Naam               | Onderdeel | Kwalificatie | Kwalificatie | Kwalificatie | Kwalificatie | Kwalificatie | Kwalificatie | Kwalificatie | Kwalificatie | Finale         | Finale         | Finale         | Finale         | Finale         | Finale         | Finale         | Finale         | Finale         | Finale         | Finale         | Finale |
| Naam               | Onderdeel | Run 1        | Run 1        | Run 1        | Run 1        | Run 2        | Run 2        | Run 2        | Run 2        | Run 1          | Run 1          | Run 1          | Run 1          | Run 2          | Run 2          | Run 2          | Run 2          | Run 3          | Run 3          | Run 3          | Run 3  |
| Naam               | Onderdeel | Tijd         | Score        | Totaal       | Rang         | Tijd         | Score        | Totaal       | Rang         | Tijd           | Score          | Totaal         | Rang           | Tijd           | Score          | Totaal         | Rang           | Tijd           | Score          | Totaal         | Rang   |
| ------------------ | --------- | ------------ | ------------ | ------------ | ------------ | ------------ | ------------ | ------------ | ------------ | -------------- | -------------- | -------------- | -------------- | -------------- | -------------- | -------------- | -------------- | -------------- | -------------- | -------------- | ------ |
| Katharina Ramsauer | Vrouwen   | 31,94        | 44,17        | 56,18        | 24           | 31,04        | 42,74        | 55,76        | 19           | niet geplaatst | niet geplaatst | niet geplaatst | niet geplaatst | niet geplaatst | niet geplaatst | niet geplaatst | niet geplaatst | niet geplaatst | niet geplaatst | niet geplaatst | 29     |

Skicross
| Naam                | Onderdeel | Kwalificatie | Kwalificatie | Achtste finale | Kwartfinale    | Halve finale   | Finale         |
| Naam                | Onderdeel | Tijd         | Rang         | Rang           | Rang           | Rang           | Rang           |
| ------------------- | --------- | ------------ | ------------ | -------------- | -------------- | -------------- | -------------- |
| Adam Kappacher      | Mannen    | 1:13,58      | 25           | 3              | niet geplaatst | niet geplaatst | niet geplaatst |
| Johannes Rohrweck   | Mannen    | 1:12,71      | 10           | 2              | 2              | 3              | 7              |
| Tristan Takats      | Mannen    | 1:13,29      | 19           | 2              | 4              | niet geplaatst | niet geplaatst |
| Robert Winkler      | Mannen    | 1:14,05      | 30           | 4              | niet geplaatst | niet geplaatst | niet geplaatst |
| Christina Födermayr | Vrouwen   | 1:21,02      | 21           | 3              | niet geplaatst | niet geplaatst | niet geplaatst |
| Andrea Limbacher    | Vrouwen   | 1:19,69      | 18           | 2              | 3              | niet geplaatst | niet geplaatst |
| Katrin Ofner        | Vrouwen   | 1:19,95      | 19           | 2              | 3              | niet geplaatst | niet geplaatst |

Slopestyle
| Naam          | Onderdeel | Kwalificatie | Kwalificatie | Kwalificatie | Kwalificatie | Finale         | Finale         | Finale         | Finale         | Finale |
| Naam          | Onderdeel | Run 1        | Run 2        | Beste        | Rang         | Run 1          | Run 2          | Run 3          | Beste          | Rang   |
| ------------- | --------- | ------------ | ------------ | ------------ | ------------ | -------------- | -------------- | -------------- | -------------- | ------ |
| Daniel Bacher | Mannen    | 63,60        | 16,21        | 63,60        | 17           | niet geplaatst | niet geplaatst | niet geplaatst | niet geplaatst | 17     |
| Matěj Švancer | Mannen    | 37,25        | 74,86        | 74,86        | 9            | 73,05          | 31,86          | 49,83          | 73,05          | 8      |
| Laura Wallner | Vrouwen   | 30,36        | 30,70        | 30,70        | 25           | niet geplaatst | niet geplaatst | niet geplaatst | niet geplaatst | 25     |
| Lara Wolf     | Vrouwen   | 62,56        | 24,38        | 62,56        | 14           | niet geplaatst | niet geplaatst | niet geplaatst | niet geplaatst | 14     |

### Kunstrijden
Individueel
| Naam           | Onderdeel | KK    | KK   | VK     | VK   | Totaal | Totaal |
| Naam           | Onderdeel | Score | Rang | Score  | Rang | Score  | Rang   |
| -------------- | --------- | ----- | ---- | ------ | ---- | ------ | ------ |
| Olga Mikoetina | Vrouwen   | 61,14 | 18   | 121,06 | 14   | 182,20 | 14     |

Gemengd
| Naam                          | Onderdeel | KK    | KK   | VK             | VK             | Totaal         | Totaal |
| Naam                          | Onderdeel | Score | Rang | Score          | Rang           | Score          | Rang   |
| ----------------------------- | --------- | ----- | ---- | -------------- | -------------- | -------------- | ------ |
| Miriam Ziegler Severin Kiefer | Paren     | 51,96 | 18   | niet geplaatst | niet geplaatst | niet geplaatst | 18     |

### Langlaufen
Lange afstanden
Mannen
| Naam           | Onderdeel             | Uitslag   | Uitslag |
| Naam           | Onderdeel             | Tijd      | Rang    |
| -------------- | --------------------- | --------- | ------- |
| Mika Vermeulen | 15 km klassieke stijl | 40:37,8   | 23      |
| Mika Vermeulen | 30 km skiatlon        | 1:20:40,0 | 16      |

Vrouwen
| Naam             | Onderdeel             | Uitslag   | Uitslag |
| Naam             | Onderdeel             | Tijd      | Rang    |
| ---------------- | --------------------- | --------- | ------- |
| Teresa Stadlober | 10 km klassieke stijl | 29:16,9   | 9       |
| Teresa Stadlober | 15 km skiatlon        | 44:44,2   | Brons   |
| Teresa Stadlober | 30 km vrije stijl     | 1:28:36,5 | 11      |
| Lisa Unterweger  | 10 km klassieke stijl | 31:02,1   | 31      |

Sprint
Mannen
| Naam                             | Onderdeel  | Kwalificatie | Kwalificatie | Kwartfinales   | Kwartfinales   | Halve finales  | Halve finales  | Finale         | Finale |
| Naam                             | Onderdeel  | Tijd         | Rang         | Tijd           | Rang           | Tijd           | Rang           | Tijd           | Rang   |
| -------------------------------- | ---------- | ------------ | ------------ | -------------- | -------------- | -------------- | -------------- | -------------- | ------ |
| Michael Föttinger                | Sprint     | 2:56,58      | 39           | niet geplaatst | niet geplaatst | niet geplaatst | niet geplaatst | niet geplaatst | 39     |
| Benjamin Moser                   | Sprint     | 2:58,07      | 43           | niet geplaatst | niet geplaatst | niet geplaatst | niet geplaatst | niet geplaatst | 43     |
| Michael Föttinger Benjamin Moser | Teamsprint | n.v.t.       | n.v.t.       | n.v.t.         | n.v.t.         | 20:07,78       | 4              | 21:15,00       | 10     |

Vrouwen
| Naam                             | Onderdeel  | Kwalificatie | Kwalificatie | Kwartfinales   | Kwartfinales   | Halve finales  | Halve finales  | Finale         | Finale |
| Naam                             | Onderdeel  | Tijd         | Rang         | Tijd           | Rang           | Tijd           | Rang           | Tijd           | Rang   |
| -------------------------------- | ---------- | ------------ | ------------ | -------------- | -------------- | -------------- | -------------- | -------------- | ------ |
| Lisa Unterweger                  | Sprint     | 3:24,83      | 34           | niet geplaatst | niet geplaatst | niet geplaatst | niet geplaatst | niet geplaatst | 34     |
| Teresa Stadlober Lisa Unterweger | Teamsprint | n.v.t.       | n.v.t.       | n.v.t.         | n.v.t.         | 23:08,34       | 3              | 22:55,25       | 6      |

### Noordse combinatie
Maximaal vier deelnemers per onderdeel
| Naam                                                              | Onderdeel                  | Schansspringen          | Schansspringen                | Schansspringen | Langlaufen                              | Langlaufen | Totaal  | Totaal |
| Naam                                                              | Onderdeel                  | Afstand                 | Punten                        | Rang           | Tijd                                    | Rang       | Tijd    | Rang   |
| ----------------------------------------------------------------- | -------------------------- | ----------------------- | ----------------------------- | -------------- | --------------------------------------- | ---------- | ------- | ------ |
| Martin Fritz                                                      | Normale schans + 10 km     | 96,0                    | 105,2                         | 18             | 25:02,4                                 | 14         | 26:53,4 | 12     |
| Lukas Greiderer                                                   | Normale schans + 10 km     | 103,5                   | 123,4                         | 2              | 24:36,3                                 | 7          | 25:14,3 | Brons  |
| Lukas Greiderer                                                   | Grote schans + 10 km       | 129,0                   | 112,8                         | 11             | 25:37,1                                 | 4          | 27:25,1 | 5      |
| Johannes Lamparter                                                | Normale schans + 10 km     | 100,0                   | 116,9                         | 5              | 24:12,7                                 | 3          | 25:16,7 | 4      |
| Johannes Lamparter                                                | Grote schans + 10 km       | 128,0                   | 118,1                         | 8              | 26:04,3                                 | 8          | 27:31,3 | 6      |
| Franz-Josef Rehrl                                                 | Normale schans + 10 km     | 102,0                   | 115,8                         | 7              | 25:08,3                                 | 17         | 26:17,3 | 9      |
| Franz-Josef Rehrl                                                 | Grote schans + 10 km       | 135,5                   | 121,9                         | 6              | 27:10,2                                 | 23         | 28:22,2 | 11     |
| Mario Seidl                                                       | Grote schans + 10 km       | 130,0                   | 119,5                         | 7              | 27:07,5                                 | 21         | 28:28,5 | 13     |
| Franz-Josef Rehrl Johannes Lamparter Lukas Greiderer Martin Fritz | Team grote schans + 4×5 km | 141,0 140,0 130,0 121,0 | 475,4 127,5 125,5 121,2 101,2 | 1              | 51:44,7 12:56,6 12:36,6 12:31,6 13:39,9 | 8          | 51:44,7 | 4      |

### Rodelen
Individueel
| Naam             | Onderdeel | Run 1  | Run 1 | Run 2  | Run 2 | Run 3  | Run 3 | Run 4  | Run 4 | Totaal   | Totaal |
| Naam             | Onderdeel | Tijd   | Rang  | Tijd   | Rang  | Tijd   | Rang  | Tijd   | Rang  | Tijd     | Rang   |
| ---------------- | --------- | ------ | ----- | ------ | ----- | ------ | ----- | ------ | ----- | -------- | ------ |
| David Gleirscher | Mannen    | 57,407 | 6     | 58,240 | 12    | 58,908 | 26    | 58,617 | 20    | 3:53,172 | 15     |
| Nico Gleirscher  | Mannen    | 59,110 | 27    | 58,351 | 14    | 57,370 | 3     | 57,452 | 5     | 3:52,283 | 12     |
| Wolfgang Kindl   | Mannen    | 57,110 | 2     | 57,430 | 1     | 57,117 | 2     | 57,238 | 2     | 3:48,895 | Zilver |
| Madeleine Egle   | Vrouwen   | 59,342 | 17    | 58,493 | 2     | 58,542 | 5     | 58,432 | 2     | 3:54,809 | 4      |
| Hannah Prock     | Vrouwen   | 58,762 | 6     | 58,732 | 5     | 58,532 | 4     | 58,798 | 9     | 3:54,824 | 5      |
| Lisa Schulte     | Vrouwen   | 58,523 | 3     | 59,074 | 12    | 58,646 | 6     | 58,642 | 6     | 3:54,885 | 6      |

Dubbels en Gemengd
| Naam                                                      | Onderdeel | Run 1    | Run 1 | Run 2    | Run 2 | Run 3    | Run 3  | Totaal   | Totaal |
| Naam                                                      | Onderdeel | Tijd     | Rang  | Tijd     | Rang  | Tijd     | Rang   | Tijd     | Rang   |
| --------------------------------------------------------- | --------- | -------- | ----- | -------- | ----- | -------- | ------ | -------- | ------ |
| Lorenz Koller Thomas Steu                                 | Dubbels   | 58,426   | 3     | 58,639   | 3     | n.v.t.   | n.v.t. | 1:57,065 | Brons  |
| Madeleine Egle Wolfgang Kindl Thomas Steu / Lorenz Koller | Estafette | 1:00,054 | 2     | 1:01,342 | 1     | 1:02,090 | 2      | 3:09,486 | Zilver |

### Schaatsen
| Naam           | Onderdeel | Uitslag  | Uitslag |
| Naam           | Onderdeel | Tijd     | Rang    |
| -------------- | --------- | -------- | ------- |
| Vanessa Herzog | 500 m     | 37,28    | 4       |
| Vanessa Herzog | 1000 m    | 1:15,644 | 8       |

Massastart
| Naam         | Onderdeel | Halve finale | Halve finale | Halve finale | Finale | Finale  | Finale |
| Naam         | Onderdeel | Punten       | Tijd         | Rang         | Punten | Tijd    | Rang   |
| ------------ | --------- | ------------ | ------------ | ------------ | ------ | ------- | ------ |
| Gabriel Odor | Mannen    | 10           | 7:44,28      | 4            | 2      | 8:10,45 | 10     |

### Schansspringen
Maximaal vier deelnemers per onderdeel
Mannen
| Naam                                              | Onderdeel       | Kwalificatie | Kwalificatie | Kwalificatie | Eerste ronde            | Eerste ronde                  | Eerste ronde | Finaleronde             | Finaleronde                   | Finaleronde | Totaal                        | Totaal |
| Naam                                              | Onderdeel       | Afstand      | Score        | Rang         | Afstand                 | Score                         | Rang         | Afstand                 | Score                         | Rang        | Score                         | Rang   |
| ------------------------------------------------- | --------------- | ------------ | ------------ | ------------ | ----------------------- | ----------------------------- | ------------ | ----------------------- | ----------------------------- | ----------- | ----------------------------- | ------ |
| Manuel Fettner                                    | Normale schans  | 102,0        | 107,5        | 6            | 102,5                   | 134,5                         | 5            | 104,0                   | 136,3                         | 1           | 270,8                         | Zilver |
| Manuel Fettner                                    | Grote schans    | 128,0        | 120,5        | 11           | 138,5                   | 138,0                         | 5            | 134,0                   | 134,7                         | 12          | 272,7                         | 7      |
| Jan Hörl                                          | Normale schans  | 87,0         | 78,5         | 37           | 98,0                    | 128,9                         | 15           | 97,0                    | 119,9                         | 20          | 248,8                         | 19     |
| Jan Hörl                                          | Grote schans    | 127,0        | 117,0        | 15           | 136,0                   | 135,6                         | 7            | 137,0                   | 135,3                         | 11          | 270,9                         | 9      |
| Daniel Huber                                      | Normale schans  | 90,0         | 90,8         | 23           | 96,0                    | 128,1                         | 19           | 101,5                   | 125,5                         | 10          | 253,6                         | 14     |
| Daniel Huber                                      | Grote schans    | 126,0        | 117,7        | 14           | 133,0                   | 127,4                         | 21           | 132,5                   | 127,7                         | 22          | 255,1                         | 20     |
| Stefan Kraft                                      | Normale schans  | 100,0        | 108,5        | 5            | 98,0                    | 129,2                         | 14           | 99,5                    | 128,9                         | 6           | 258,1                         | 10     |
| Stefan Kraft                                      | Grote schans    | 128,5        | 127,6        | 4            | 131,5                   | 127,9                         | 19           | 136,5                   | 136,2                         | 10          | 264,1                         | 13     |
| Stefan Kraft Daniel Huber Jan Hörl Manuel Fettner | Landenwedstrijd | n.v.t.       | n.v.t.       | n.v.t.       | 127,5 130,5 133,0 128,0 | 458,4 111,6 116,1 120,2 110,5 | 2 5 3 1 4    | 121,5 129,0 137,5 128,0 | 484,3 119,7 115,1 130,5 119,0 | 1 2 3       | 942,7 231,3 231,2 250,7 229,5 | Goud   |

Vrouwen
| Naam                   | Onderdeel      | Eerste sprong | Eerste sprong | Eerste sprong | Tweede sprong  | Tweede sprong  | Tweede sprong  | Totaal         | Totaal         |
| Naam                   | Onderdeel      | Afstand       | Score         | Rang          | Afstand        | Score          | Rang           | Score          | Rang           |
| ---------------------- | -------------- | ------------- | ------------- | ------------- | -------------- | -------------- | -------------- | -------------- | -------------- |
| Lisa Eder              | Normale schans | 92,0          | 92,3          | 15            | 90,0           | 101,1          | 7              | 193,4          | 8              |
| Daniela Iraschko-Stolz | Normale schans | 91,5          | 94,1          | 14            | 80,5           | 83,9           | 16             | 178,0          | 12             |
| Eva Pinkelnig          | Normale schans | 87,0          | 83,9          | 18            | 84,0           | 82,6           | 17             | 166,5          | 20             |
| Sophie Sorschag        | Normale schans | DSQ           | DSQ           | DSQ           | niet geplaatst | niet geplaatst | niet geplaatst | niet geplaatst | niet geplaatst |

Gemengd
| Naam                                                         | Onderdeel       | Eerste ronde         | Eerste ronde                | Eerste ronde | Finaleronde           | Finaleronde                  | Finaleronde | Totaal                       | Totaal |
| Naam                                                         | Onderdeel       | Afstand              | Score                       | Rang         | Afstand               | Score                        | Rang        | Score                        | Rang   |
| ------------------------------------------------------------ | --------------- | -------------------- | --------------------------- | ------------ | --------------------- | ---------------------------- | ----------- | ---------------------------- | ------ |
| Daniela Iraschko-Stolz Stefan Kraft Lisa Eder Manuel Fettner | Landenwedstrijd | DSQ 102,0 96,0 101,0 | 370,7 0,0 130,2 113,1 127,4 | 6 1 2 4      | 84,0 102,0 90,5 102,0 | 447,3 86,4 131,2 101,8 127,9 | 3 4 1 4 5   | 818,0 86,4 261,4 214,9 255,3 | 5      |

### Skeleton
| Naam                 | Onderdeel | Run 1   | Run 1 | Run 2   | Run 2 | Run 3   | Run 3 | Run 4   | Run 4 | Totaal  | Totaal |
| Naam                 | Onderdeel | Tijd    | Rang  | Tijd    | Rang  | Tijd    | Rang  | Tijd    | Rang  | Tijd    | Rang   |
| -------------------- | --------- | ------- | ----- | ------- | ----- | ------- | ----- | ------- | ----- | ------- | ------ |
| Samuel Maier         | Mannen    | 1:01,36 | 15    | 1:01,13 | 11    | 1:01,05 | 13    | 1:00,95 | 11    | 4:04,49 | 13     |
| Alexander Schlintner | Mannen    | 1:01,56 | 17    | 1:01,73 | 19    | 1:01,66 | 19    | 1:01,24 | 14    | 4:06,19 | 17     |
| Janine Flock         | Vrouwen   | 1:02,64 | 14    | 1:02,72 | 10    | 1:02,23 | 8     | 1:02,45 | 15    | 4:10,04 | 10     |

### Snowboarden
Big air
| Naam        | Onderdeel | Kwalificatie | Kwalificatie | Kwalificatie | Kwalificatie | Kwalificatie | Finale   | Finale   | Finale   | Finale | Finale |
| Naam        | Onderdeel | Sprong 1     | Sprong 2     | Sprong 3     | Totaal       | Rang         | Sprong 1 | Sprong 2 | Sprong 3 | Totaal | Rang   |
| ----------- | --------- | ------------ | ------------ | ------------ | ------------ | ------------ | -------- | -------- | -------- | ------ | ------ |
| Anna Gasser | Vrouwen   | 73,25        | 62,25        | 80,25        | 153,50       | 6            | 90,00    | 86,75    | 95,50    | 185,33 | Goud   |

Parallelreuzenslalom
| Naam               | Onderdeel | Kwalificatie | Kwalificatie | Achtste finale    | Kwartfinale                  | Halve finale         | Finale            | Finale         |
| Naam               | Onderdeel | Tijd         | Rang         | Tegenstander Tijd | Tegenstander Tijd            | Tegenstander Tijd    | Tegenstander Tijd | Rang           |
| ------------------ | --------- | ------------ | ------------ | ----------------- | ---------------------------- | -------------------- | ----------------- | -------------- |
| Benjamin Karl      | Mannen    | 1:21,25      | 2            | Radoslav Yankov W | Alexander Payer W            | Roland Fischnaller W | Tim Mastnak W     | Goud           |
| Lukas Mathies      | Mannen    | 1:23,75      | 23           | niet geplaatst    | niet geplaatst               | niet geplaatst       | niet geplaatst    | niet geplaatst |
| Alexander Payer    | Mannen    | 1:22,10      | 10           | Michał Nowaczyk W | Benjamin Karl +1,57          | niet geplaatst       | niet geplaatst    | niet geplaatst |
| Andreas Prommegger | Mannen    | 1:21,37      | 3            | Dario Caviezel W  | Roland Fischnaller +0,51     | niet geplaatst       | niet geplaatst    | niet geplaatst |
| Julia Dujmovits    | Vrouwen   | 1:27,43      | 5            | Patrizia Kummer W | Michelle Dekker +4,29        | niet geplaatst       | niet geplaatst    | niet geplaatst |
| Daniela Ulbing     | Vrouwen   | 1.27,77      | 7            | Megan Farrell W   | Ramona Theresia Hofmeister W | Glorija Kotnik W     | Ester Ledecká DNF | Zilver         |

Slopestyle
| Naam             | Onderdeel | Kwalificatie | Kwalificatie | Kwalificatie | Kwalificatie | Finale         | Finale         | Finale         | Finale         | Finale |
| Naam             | Onderdeel | Run 1        | Run 2        | Beste        | Rang         | Run 1          | Run 2          | Run 3          | Beste          | Rang   |
| ---------------- | --------- | ------------ | ------------ | ------------ | ------------ | -------------- | -------------- | -------------- | -------------- | ------ |
| Anna Gasser      | Vrouwen   | 50,71        | 75,00        | 75,00        | 4            | 35,01          | 43,58          | 75,33          | 75,33          | 6      |
| Clemens Millauer | Mannen    | 38,71        | 32,06        | 38,71        | 27           | niet geplaatst | niet geplaatst | niet geplaatst | niet geplaatst | 27     |

Snowboardcross
| Naam                             | Onderdeel | Plaatsingsronde | Plaatsingsronde | Plaatsingsronde | Plaatsingsronde | Achtste finale | Kwartfinale    | Halve finale   | Finale         |
| Naam                             | Onderdeel | Run 1           | Run 1           | Run 2           | Run 2           | Achtste finale | Kwartfinale    | Halve finale   | Finale         |
| Naam                             | Onderdeel | Tijd            | Rang            | Tijd            | Rang            | Plaats         | Plaats         | Plaats         | Plaats         |
| -------------------------------- | --------- | --------------- | --------------- | --------------- | --------------- | -------------- | -------------- | -------------- | -------------- |
| Jakob Dusek                      | Mannen    | 1:17,05         | 3               | bye             | bye             | 4              | niet geplaatst | niet geplaatst | niet geplaatst |
| Alessandro Hämmerle              | Mannen    | 1:17,24         | 4               | bye             | bye             | 2              | 1              | 2              | Goud           |
| Julian Lüftner                   | Mannen    | 1:17,00         | 2               | bye             | bye             | 2              | 1              | 1              | 4              |
| Lukas Pachner                    | Mannen    | 1:18,49         | 14              | bye             | bye             | 3              | niet geplaatst | niet geplaatst | niet geplaatst |
| Pia Zerkhold                     | Vrouwen   | 1:24,53         | 9               | bye             | bye             | DNF            | niet geplaatst | niet geplaatst | niet geplaatst |
| Alessandro Hämmerle Pia Zerkhold | Gemengd   | n.v.t.          | n.v.t.          | n.v.t.          | n.v.t.          | n.v.t.         | 4              | niet geplaatst | niet geplaatst |

Albanië · Amerikaans-Samoa · Amerikaanse Maagdeneilanden · Andorra · Argentinië · Armenië · Australië · Azerbeidzjan · België · Bolivia · Bosnië en Herzegovina · Brazilië · Bulgarije · Canada · Chili · China · Chinees Taipei · Colombia · Cyprus · Denemarken · Duitsland · Ecuador · Eritrea · Estland · Filipijnen · Finland · Frankrijk · Georgië · Ghana · Griekenland · Groot-Brittannië · Haïti · Hongarije · Hongkong · Ierland · IJsland · India · Iran · Israël · Italië · Jamaica · Japan · Kazachstan · Kirgizië · Kosovo · Kroatië · Letland · Libanon · Liechtenstein · Litouwen · Luxemburg · Madagaskar · Maleisië · Malta · Marokko · Mexico · Moldavië · Monaco · Mongolië · Montenegro · Nederland · Nieuw-Zeeland · Nigeria · Noord-Macedonië · Noorwegen · Oekraïne · Oezbekistan · Oost-Timor · Oostenrijk · Pakistan · Peru · Polen · Portugal · Puerto Rico · Roemenië · San Marino · Saoedi-Arabië · Servië · Slovenië · Slowakije · Spanje · Thailand · Trinidad en Tobago · Tsjechië · Turkije · Verenigde Staten · Wit-Rusland · Zuid-Korea · Zweden · Zwitserland
Russische ploeg